# SM UC-52
SM UC-52 – niemiecki podwodny stawiacz min z okresu I wojny światowej, jedna z 64 zbudowanych jednostek typu UC II. Zwodowany 23 stycznia 1917 roku w stoczni Germaniawerft w Kilonii, został przyjęty do służby w Kaiserliche Marine 15 marca 1917 roku. Przebazowany na Morze Śródziemne został nominalnie wcielony w skład Kaiserliche und Königliche Kriegsmarine pod nazwą U-94, pływając w składzie Flotylli Pola (a później II Flotylli Morza Śródziemnego). W czasie służby operacyjnej okręt odbył siedem patroli bojowych, w wyniku których zatonęło 18 statków o łącznej pojemności 18 230 BRT, a cztery statki o łącznej pojemności 13 580 BRT zostały uszkodzone. SM UC-52 został poddany Brytyjczykom 16 stycznia 1919 roku w wyniku podpisania rozejmu w Compiègne, a następnie zezłomowany w 1920 roku.

## Projekt i budowa
Dokonania pierwszych niemieckich podwodnych stawiaczy min typu UC I, a także zauważone niedostatki tej konstrukcji, skłoniły dowództwo Cesarskiej Marynarki Wojennej z admirałem von Tirpitzem na czele do działań mających na celu budowę nowego, znacznie większego i doskonalszego typu okrętu podwodnego. Opracowany latem 1915 roku projekt okrętu, oznaczonego później jako typ UC II, tworzony był równolegle z projektem przybrzeżnego torpedowego okrętu podwodnego typu UB II. Głównymi zmianami w stosunku do poprzedniej serii były: instalacja wyrzutni torpedowych i działa pokładowego, zwiększenie mocy i niezawodności siłowni, oraz wzrost prędkości i zasięgu jednostki, kosztem rezygnacji z możliwości łatwego transportu kolejowego (ze względu na powiększone rozmiary).
SM UC-52 zamówiony został 12 stycznia 1916 roku jako jednostka z III serii okrętów typu UC II (numer projektu 41, nadany przez Inspektorat U-Bootów), w ramach wojennego programu rozbudowy floty . Został zbudowany w stoczni Germaniawerft w Kilonii jako jeden z sześciu okrętów III serii zamówionych w tej wytwórni. UC-52 otrzymał numer stoczniowy 268 (Werk 268)  . Stępkę okrętu położono w 1916 roku , a zwodowany został 23 stycznia 1917 roku.

## Dane taktyczno-techniczne
SM UC-52 był średniej wielkości przybrzeżnym okrętem podwodnym o konstrukcji dwukadłubowej. Długość całkowita wynosiła 52,7 metra, szerokość 5,22 metra i zanurzenie 3,64 metra . Wykonany ze stali kadłub sztywny miał 39,3 metra długości i 3,61 metra szerokości, a wysokość (od stępki do szczytu kiosku) wynosiła 7,46 metra . Wyporność w położeniu nawodnym wynosiła 434 tony, a w zanurzeniu 511 ton. Jednostka miała wysoki, ostry dziób przystosowany do przecinania sieci przeciwpodwodnych; do jej wnętrza prowadziły trzy luki: pierwszy przed kioskiem, drugi w kiosku, a ostatni w części rufowej, prowadzący do maszynowni . Cylindryczny kiosk miał średnicę 1,4 metra i wysokość 1,8 metra, obudowany był opływową osłoną . Okręt napędzany był na powierzchni przez dwa 6-cylindrowe, czterosuwowe silniki wysokoprężne Daimler MU256 o łącznej mocy 485 kW (660 KM), a pod wodą poruszał się dzięki dwóm silnikom elektrycznym BBC o łącznej mocy 460 kW (620 KM) . Dwa wały napędowe obracały dwie śruby wykonane z brązu manganowego (o średnicy 1,9 metra i skoku 0,9 metra) . Okręt osiągał prędkość 11,8 węzła na powierzchni i 7,2 węzła w zanurzeniu . Zasięg wynosił 9450 Mm przy prędkości 7 węzłów w położeniu nawodnym oraz 56 Mm przy prędkości 4 węzłów pod wodą . Zbiorniki mieściły 56 ton paliwa , a energia elektryczna magazynowana była w dwóch bateriach akumulatorów 26 MAS po 62 ogniwa, zlokalizowanych pod przednim i tylnym pomieszczeniem mieszkalnym załogi. Okręt miał siedem zewnętrznych zbiorników balastowych . Dopuszczalna głębokość zanurzenia wynosiła 50 metrów , a czas wykonania manewru zanurzenia 40 sekund.
Głównym uzbrojeniem okrętu było 18 min kotwicznych typu UC/200 w sześciu skośnych szybach minowych o średnicy 100 cm, usytuowanych w podwyższonej części dziobowej jeden za drugim w osi symetrii okrętu, pod kątem do tyłu (sposób stawiania – „pod siebie”). Układ ten powodował, że miny trzeba było stawiać na zaplanowanej przed rejsem głębokości, gdyż na morzu nie było do nich dostępu (co znacznie zmniejszało skuteczność okrętów). Wyposażenie uzupełniały dwie zewnętrzne wyrzutnie torped kalibru 500 mm (umiejscowione powyżej linii wodnej na dziobie, po obu stronach szybów minowych), jedna wewnętrzna wyrzutnia torped kal. 500 mm na rufie (z łącznym zapasem 7 torped) oraz umieszczone przed kioskiem działo pokładowe kal. 88 mm L/30, z zapasem amunicji wynoszącym 130 naboi . Okręt wyposażony był w dwa peryskopy Zeissa: wachtowy i bojowy oraz radiostację z podnoszonym masztem o wysokości 10 metrów. Wyposażenie uzupełniała kotwica grzybkowa o masie 272 kg .
Załoga okrętu składała się z 3 oficerów oraz 23 podoficerów i marynarzy.

## Służba

### 1917 rok
Z dniem 1 lutego 1917 roku, rozkazem szefa sztabu admiralicji niemieckiej z 12 stycznia tego roku, U-Booty należące do czterech flotylli Hochseeflotte, Flotylli Flandria i Flotylli Pola rozpoczęły nieograniczoną wojnę podwodną. 15 marca SM UC-52 został przyjęty do służby w Cesarskiej Marynarce Wojennej . Dowództwo jednostki objął kpt. mar. (niem. Kapitänleutnant) Ludwig Karl Sahl, sprawujący wcześniej komendę nad UB-32 . Po okresie szkolenia okręt otrzymał rozkaz udania się na Morze Śródziemne i 10 czerwca na zachód od Gibraltaru zaatakował parowiec „Loch Lomond” (2619 BRT), który odpędził i uszkodził napastnika wykorzystując działa i zasłonę dymną. Nazajutrz okręt z uszkodzonym silnikiem został odholowany przez siostrzaną jednostkę do Kadyksu, gdzie przeszedł konieczne naprawy. Po ich zakończeniu 29 czerwca w nocy UC-52 wymknął się z portu i udał się w dalszą drogę do Cattaro, unikając czyhających na niego pod Kadyksem czterech torpedowców, czterech patrolowców i okrętu podwodnego HMS E38.
8 lipca UC-52 wszedł w skład Flotylli Pola (niem. U-Flottille Pola) . Okręt nominalnie wcielono do K.u.K. Kriegsmarine pod nazwą U-94, jednak załoga pozostała niemiecka.
13 września w zatoce Mała Syrta UC-52 zatrzymał i zatopił cztery tunezyjskie łodzie żaglowe: „Arlequin” (6 BRT), „Chere Rose” (28 BRT), „Ortigia” (17 BRT) i „Vittoria” (24 BRT) . 18 września ten sam los spotkał kolejną tunezyjską żaglową łódź rybacką „Cachalot” o pojemności 17 BRT, zatopioną po zejściu załogi z działa pokładowego na pozycji 35°14′N 11°08′E/35,233333 11,133333 . 28 września nowym dowódcą U-Boota został mianowany por. mar. (niem. Oberleutnant zur See) Hellmuth von Doemming .

### 1918 rok
Na początku 1918 roku niemieckie siły podwodne na Morzu Śródziemnym przeszły reorganizację, w wyniku której Flotylla Pola została podzielona na dwie części: I Flotylla w Poli (I. U-Flottille Mittelmeer) i II Flotylla w Cattaro (II. U-Flottille Mittelmeer), a UC-52 znalazł się w składzie tej drugiej . 31 marca 1918 roku w odległości 18 Mm na północny wschód od Valletty okręt zatopił brytyjski żaglowiec „San Nicola” o pojemności 24 BRT . 6 kwietnia ne Morzu Jońskim identyczny los spotkał włoski żaglowiec „Madona Belle Grazie” (105 BRT), płynący z Sycylii do Pireusu . Trzy dni później na północ od Mesyny U-Boot storpedował zbudowany w 1915 roku brytyjski zbiornikowiec „Sunik” o pojemności 5017 BRT, przewożący ropę naftową z Neapolu do Palermo. Statek został uszkodzony na pozycji 38°13′N 15°35′E/38,216667 15,583333, a na jego pokładzie nikt nie zginął . 10 kwietnia na południe od Mesyny okręt przeprowadził atak torpedowy na zbudowany w 1899 roku brytyjski parowiec „Airedale” (3044 BRT), płynący z ładunkiem węgla z Barry do Tarentu, jednak i tym razem trafiony statek nie zatonął (na pozycji 38°06′N 15°36′E/38,100000 15,600000, bez strat w ludziach) .
11 maja U-Boot zatopił w Cieśninie Mesyńskiej dwie włoskie jednostki: żaglowiec „Gigilla” o pojemności 120 BRT  oraz zbudowany w 1908 roku transportowiec wojska SS „Verona” (8261 BRT), płynący z Genui do Trypolisu. Storpedowany statek, na którego pokładzie przebywało 3000 żołnierzy, zatonął po 25 minutach od ataku, a śmierć poniosło 880 osób  . Trzy dni później w odległości 1,5 Mm od Syrakuz (na pozycji 37°03′N 15°20′E/37,050000 15,333333) UC-52 storpedował bez ostrzeżenia i zatopił płynący w eskorcie włoskich trawlerów zbudowany w 1900 roku uzbrojony brytyjski parowiec „Woolston” o pojemności 2986 BRT, przewożący ładunek siarki z Syrakuz do Mesyny (na pokładzie śmierć poniosło 19 osób, w tym kapitan)  . 17 maja na południe od Cieśniny Mesyńskiej okręt zatrzymał i zatopił zbudowany w 1900 roku włoski żaglowiec „Pietro Brizzolari” (445 BRT), płynący z ładunkiem fosfatów . Nazajutrz lista wojennych dokonań załogi U-Boota powiększyła się o dwie pozycje: włoski żaglowiec „Ninetta” (17 BRT), zatopiony w odległości 22 Mm na południowy wschód od Portopalo di Capo Passero  oraz zbudowany w 1913 roku brytyjski okręt łącznikowy HMS „Chesterfield” (1013 BRT), płynący w konwoju z Milo na Maltę z ładunkiem kordytu (storpedowana jednostka zatonęła na pozycji 36°17′N 15°13′E/36,283333 15,216667 ze stratą czterech członków załogi) .
W maju i czerwcu okręt stawiał zagrody minowe w różnych rejonach Morza Śródziemnego, m.in. nieopodal Augusty (w czerwcu). 9 czerwca UC-52, U-64 i U-73 wyszły z Cattaro wraz z zespołem K.u.K. Kriegsmarine na wypad w rejon Cieśniny Otranto, mający na celu zniszczenie zagrody blokującej wyjście okrętom austro-węgierskim i niemieckim z Adriatyku, jednak po utracie pancernika SMS „Szent István” UC-52 i U-73 powróciły do bazy, a U-64 udał się na patrol. 22 czerwca na południe od Syrakuz UC-52 zatrzymał i zatopił zbudowany w 1893 roku grecki drewniany szkuner „Metamorphosis” o pojemności 130 BRT (na pozycji 37°14′N 16°17′E/37,233333 16,283333) . Dwa dni później na południe od Syrakuz okręt zatopił dwa małe greckie żaglowce: „Maria” (25 BRT)  oraz „Sofia” (24 BRT), płynący z ładunkiem soli ze Sfaxu do Pireusu (na pozycji 36°52′N 15°31′E/36,866667 15,516667) . 26, 27 i 28 czerwca załoga U-Boota zauważyła nieopodal Sycylii alianckie statki szpitalne. 29 czerwca okręt zatrzymał i skontrolował kolejny statek szpitalny „Breamar Castle” (6310 BRT), przewożący chorych z Malty do Gibraltaru.
4 lipca nieopodal Taorminy okręt zatopił zbudowany w 1905 roku włoski parowiec „Cordova” o pojemności 4933 BRT, płynący z Karaczi do Milo (na pozycji 37°51′N 15°25′E/37,850000 15,416667) . 7 lipca nieopodal Sycylii ten sam los spotkał włoski żaglowiec „Vergine Di Lourdes” (55 BRT) . Tego samego dnia w porcie w Riposto UC-52 storpedował zbudowany w 1912 roku norweski parowiec „Stalheim” o pojemności 1469 BRT, jednak statek doznał jedynie uszkodzeń .
18 lipca nowym dowódcą jednostki został por. mar. Carl Heinrich Saß . 23 października na wschód od Sycylii U-Boot storpedował i uszkodził zbudowany w 1902 roku włoski parowiec „Ischia” (4050 BRT), płynący z Port Saidu do Syrakuz .
W obliczu upadku Monarchii Austro-Węgierskiej pomiędzy 28 października a 1 listopada 1918 roku UC-52 wypłynął w rejs do Niemiec. Po dopłynięciu do ojczyzny, w myśl postanowień rozejmu w Compiègne został 16 stycznia 1919 roku poddany Brytyjczykom . Okręt został zezłomowany w Morecambe w 1920 roku .

### Podsumowanie działalności bojowej
SM UC-52 odbył siedem rejsów operacyjnych, w wyniku których zatonęło 18 statków o łącznej pojemności 18 230 BRT, a cztery statki o łącznej pojemności 13 580 BRT zostały uszkodzone . Na pokładach zatopionych i uszkodzonych jednostek zginęły co najmniej 903 osoby, w tym 880 na włoskim transportowcu „Verona”  . Pełne zestawienie zadanych przez niego strat przedstawia poniższa tabela :
| Data                 | Nazwa                 | Państwo          | Tonaż       | Los jednostki |
| -------------------- | --------------------- | ---------------- | ----------- | ------------- |
| 13 września 1917     | „Arlequin”            | Tunezja          | 6           | zatopiony     |
| 13 września 1917     | „Chere Rose”          | Tunezja          | 28          | zatopiony     |
| 13 września 1917     | „Ortigia”             | Tunezja          | 17          | zatopiony     |
| 13 września 1917     | „Vittoria”            | Tunezja          | 24          | zatopiony     |
| 18 września 1917     | „Cachalot”            | Tunezja          | 17          | zatopiony     |
| 31 marca 1918        | „San Nicola”          | Wielka Brytania  | 24          | zatopiony     |
| 6 kwietnia 1918      | „Madona Belle Grazie” | Włochy           | 105         | zatopiony     |
| 9 kwietnia 1918      | „Sunik”               | Wielka Brytania  | 5017        | uszkodzony    |
| 10 kwietnia 1918     | „Airedale”            | Wielka Brytania  | 3044        | uszkodzony    |
| 11 maja 1918         | „Gigilla”             | Włochy           | 120         | zatopiony     |
| 11 maja 1918         | „Verona”              | Włochy           | 8261        | zatopiony     |
| 14 maja 1918         | „Woolston”            | Wielka Brytania  | 2986        | zatopiony     |
| 17 maja 1918         | „Pietro Brizzolari”   | Włochy           | 445         | zatopiony     |
| 18 maja 1918         | HMS „Chesterfield”    | Royal Navy       | 1013        | zatopiony     |
| 18 maja 1918         | „Ninetta”             | Włochy           | 17          | zatopiony     |
| 22 czerwca 1918      | „Metamorphosis”       | Królestwo Grecji | 130         | zatopiony     |
| 24 czerwca 1918      | „Maria”               | Królestwo Grecji | 25          | zatopiony     |
| 24 czerwca 1918      | „Sofia”               | Królestwo Grecji | 24          | zatopiony     |
| 4 lipca 1918         | „Cordova”             | Włochy           | 4933        | zatopiony     |
| 7 lipca 1918         | „Vergine Di Lourdes”  | Włochy           | 55          | zatopiony     |
| 7 lipca 1918         | „Stalheim”            | Norwegia         | 1469        | uszkodzony    |
| 23 października 1918 | „Ischia”              | Włochy           | 4050        | uszkodzony    |
| RAZEM                | RAZEM                 | zatopione:       | zatopione:  | 18            |
| RAZEM                | RAZEM                 | uszkodzone:      | uszkodzone: | 4             |